# Cryptotis gracilis
Cryptotis gracilis је сисар из реда Soricomorpha.

## Угроженост
Ова врста се сматра рањивом у погледу угрожености врсте од изумирања.

## Распрострањење
Ареал врсте је ограничен на две државе. 
Панама и Костарика су једина позната природна станишта врсте.

## Станиште
Станиште врсте су шуме од 1800 до 3400 метара надморске висине.